# ۹۰۵ (میلادی)
۹۰۵ (میلادی) نهصد و پنجمین سال تقویم میلادی است.

## زادگان
- کنستانتین هفتم، امپراتور بیزانس (م. ۹۵۹)

## درگذشتگان
‎